# 乔布内尔
乔布内尔（Jobner），是印度拉贾斯坦邦Jaipur县的一个城镇。总人口10496（2001年）。

## 人口
该地2001年总人口10496人，其中男性5472人，女性5024人；0—6岁人口1679人，其中男920人，女759人；识字率63.55%，其中男性为74.71%，女性为51.39%。